# VAC Budapest
Der Vívó és Atlétikai Club, der Fecht- und Athletikverein, kurz VAC, war ein jüdischer Sportverein aus Budapest, der von 1906 bis 1939 bestand. Nachdem der Klub von den Nationalsozialisten aufgelöst worden war, wurde die Traditions des Vereines 1989 mit der Gründung des Maccabi VAC wiederbelebt.
In den ersten Jahren lag das Schwergewicht der Vereinsaktivitäten in den Bereichen Fechten und Turnen. In den 1920er Jahren kamen Fußball, Schwimmen, Wasserball und Boxen dazu. Später wurde das Angebot noch um Tischtennis, Ringen, Basketball und Tennis erweitert.
Die Fußballer, spielten von 1921 bis 1926 insgesamt fünf Saisonen in der höchsten Liga Ungarns. Die beste Platzierung wurde dabei 1924 mit einem fünften Platz erreicht. In dieser Zeit stellte der VAC mit Lajos Fischer, Dezso Grosz und Miklós Singer auch drei ungarische Nationalspieler. Imre Schlosser, der historische Ligatorschützenkönig, war weiland Trainer des VAC.

## Trainer
- Imre Schlosser (1922–1923)